# Сентінельська мова
Сентінельська мова — це неописана мова сентінельського народу на північному острові Сентінел на Андаманських та Нікобарських островах, Індія. Через відсутність контактів між сентінельцями та рештою світу, по суті, нічого не відомо про їхню мову чи її життєву силу. Народ Сентінелу не допускає сторонніх людей на острів і, як правило, вороже ставиться до відвідувачів. Дружні взаємодії були рідкістю.

## Класифікація
Передбачається, що жителі острова говорять однією мовою і що вона є членом однієї з андаманських мовних сімей. Виходячи з того, що мало відомо про схожість у культурі та технологіях та їх географічну близькість, передбачається, що їхня мова пов’язана з онганськими мовами, такими як джарава, а не з великими андаманськими. У документованих випадках, коли індивідууми, що говорять онганськими мовами, були доставлені до Північного Сентінельського острову для спроби зв'язку, не змогли розпізнати мову, якою говорять жителі. Було зафіксовано, що джаравська та сентінельська мови не є взаємнозрозумілими.

## Статус
Сентінельська класифікується як загрожена через незначну кількість носіїв. Невідомим лишається й населення острова: воно, за різними оцінками, становить від 100 до 250 осіб; приблизна оцінка кількості носіїв уряду Індії становить 100 осіб.